# Campeonato Argentino de Futebol de 1927
O Campeonato Argentino de Futebol de 1927, originalmente denominado Copa Campeonato 1927, foi o quadragésimo sétimo torneio da Primeira Divisão do futebol argentino, chamado na época de Primera División - Sección A, e foi o primeiro torneio organizado pela Asociación Amateurs Argentina de Football, criada a partir da união das duas ligas existentes, a oficial Asociación Argentina de Football e a dissidente Asociación Amateurs de Football. Para sua formação se mantiveram as 26 equipes que disputaram o Campeonato da Primeira Divisão de 1926 da Asociación Amateurs, e apenas 7 da Copa Campeonato de 1926 da Asociación Argentina. O certame foi disputado entre 19 de março de 1927 e 12 de fevereiro de 1928, em um único turno de todos contra todos, devido ao elevado número de participantes. O San Lorenzo conquistou o seu terceiro título de campeão argentino.

## Participantes
| Equipe                  | Cidade               | Procedência          |
| ----------------------- | -------------------- | -------------------- |
| Almagro                 | Buenos Aires         | Asociación Amateurs  |
| Argentino del Sud       | Avellaneda           | Asociación Amateurs  |
| Argentino de Quilmes    | Quilmes              | Asociación Argentina |
| Argentinos Juniors      | Buenos Aires         | Asociación Argentina |
| Atlanta                 | Buenos Aires         | Asociación Amateurs  |
| Banfield                | Banfield             | Asociación Amateurs  |
| Barracas Central        | Buenos Aires         | Asociación Amateurs  |
| Boca Juniors            | Buenos Aires         | Asociación Argentina |
| Chacarita Juniors       | Buenos Aires         | Asociación Argentina |
| Defensores de Belgrano  | Buenos Aires         | Asociación Amateurs  |
| Estudiantes             | Buenos Aires         | Asociación Amateurs  |
| Estudiantes de La Plata | La Plata             | Asociación Amateurs  |
| Estudiantil Porteño     | Buenos Aires         | Asociación Amateurs  |
| Excursionistas          | Buenos Aires         | Asociación Amateurs  |
| Ferro Carril Oeste      | Buenos Aires         | Asociación Amateurs  |
| Gimnasia y Esgrima      | La Plata             | Asociación Amateurs  |
| Huracán                 | Buenos Aires         | Asociación Argentina |
| Independiente           | Avellaneda           | Asociación Amateurs  |
| Lanús                   | Lanús                | Asociación Amateurs  |
| Liberal Argentino       | Buenos Aires         | Asociación Amateurs  |
| Platense                | Buenos Aires         | Asociación Amateurs  |
| Porteño                 | Buenos Aires         | Asociación Argentina |
| Quilmes                 | Quilmes              | Asociación Amateurs  |
| Racing Club             | Avellaneda           | Asociación Amateurs  |
| River Plate             | Buenos Aires         | Asociación Amateurs  |
| San Fernando            | San Fernando         | Asociación Argentina |
| San Isidro              | San Isidro           | Asociación Amateurs  |
| San Lorenzo             | Buenos Aires         | Asociación Amateurs  |
| Sportivo Barracas       | Buenos Aires         | Asociación Amateurs  |
| Sportivo Buenos Aires   | Buenos Aires         | Asociación Amateurs  |
| Sportivo Palermo        | Buenos Aires         | Asociación Amateurs  |
| Talleres                | Remedios de Escalada | Asociación Amateurs  |
| Tigre                   | Victoria             | Asociación Amateurs  |
| Vélez Sarsfield         | Buenos Aires         | Asociación Amateurs  |

## Classificação final
| Pos | Equipes                     | Pts | J  | V  | E  | D  | GM | GS | SG  |
| --- | --------------------------- | --- | -- | -- | -- | -- | -- | -- | --- |
| 1.  | San Lorenzo                 | 57  | 33 | 26 | 5  | 2  | 86 | 26 | +60 |
| 2.  | Boca Juniors                | 56  | 33 | 25 | 6  | 2  | 79 | 22 | +57 |
| 3.  | Lanús                       | 50  | 33 | 22 | 6  | 5  | 52 | 25 | +27 |
| 4.  | Ferro Carril Oeste          | 47  | 33 | 19 | 9  | 5  | 58 | 36 | +22 |
| 5.  | Huracán                     | 44  | 33 | 18 | 8  | 7  | 58 | 28 | +30 |
| 5.  | Independiente               | 44  | 33 | 20 | 4  | 9  | 65 | 39 | +26 |
| 7.  | Racing Club                 | 41  | 33 | 18 | 5  | 10 | 66 | 42 | +24 |
| 7.  | Sportivo Palermo            | 41  | 33 | 17 | 7  | 9  | 50 | 34 | +16 |
| 7.  | Sportivo Barracas           | 41  | 33 | 17 | 7  | 9  | 56 | 39 | +17 |
| 10. | River Plate                 | 40  | 33 | 17 | 6  | 10 | 53 | 35 | +18 |
| 10. | Estudiantes de La Plata     | 40  | 33 | 15 | 10 | 8  | 69 | 46 | +23 |
| 12. | Quilmes                     | 39  | 33 | 16 | 7  | 10 | 62 | 48 | +14 |
| 13. | Argentino de Quilmes        | 36  | 33 | 14 | 8  | 11 | 55 | 45 | +10 |
| 13. | Platense                    | 36  | 33 | 14 | 8  | 11 | 40 | 45 | -5  |
| 15. | Chacarita Juniors           | 35  | 33 | 11 | 13 | 9  | 57 | 48 | +9  |
| 15. | San Fernando                | 35  | 33 | 12 | 11 | 10 | 55 | 48 | +7  |
| 17. | Banfield                    | 32  | 33 | 13 | 6  | 14 | 45 | 47 | -2  |
| 17. | Argentinos Juniors          | 32  | 33 | 11 | 10 | 12 | 38 | 40 | -2  |
| 19. | Barracas Central            | 31  | 33 | 11 | 9  | 13 | 54 | 56 | -2  |
| 19. | Sportivo Buenos Aires       | 31  | 33 | 13 | 5  | 15 | 46 | 50 | -4  |
| 21. | Almagro                     | 30  | 33 | 11 | 8  | 14 | 38 | 34 | +4  |
| 22. | Liberal Argentino           | 27  | 33 | 9  | 9  | 15 | 40 | 47 | -7  |
| 22. | Talleres (RE)               | 27  | 33 | 10 | 9  | 14 | 30 | 38 | -8  |
| 22. | Vélez Sarsfield             | 27  | 33 | 11 | 5  | 17 | 42 | 62 | -20 |
| 25. | Gimnasia y Esgrima La Plata | 25  | 33 | 8  | 9  | 16 | 40 | 57 | -17 |
| 26. | Argentino del Sud           | 24  | 33 | 9  | 6  | 18 | 42 | 67 | -25 |
| 27. | Estudiantil Porteño         | 23  | 33 | 9  | 5  | 19 | 43 | 62 | -19 |
| 28. | Excursionistas              | 22  | 33 | 8  | 6  | 19 | 40 | 69 | -29 |
| 28. | Atlanta                     | 22  | 33 | 8  | 6  | 19 | 28 | 50 | -22 |
| 30. | Defensores de Belgrano      | 21  | 33 | 8  | 5  | 20 | 30 | 51 | -21 |
| 30. | Tigre                       | 21  | 33 | 9  | 3  | 21 | 35 | 76 | -41 |
| 32. | San Isidro                  | 20  | 33 | 6  | 8  | 19 | 39 | 80 | -41 |
| 33. | Estudiantes Buenos Aires    | 19  | 33 | 5  | 9  | 19 | 22 | 51 | -29 |
| 34. | Porteño                     | 4   | 33 | 1  | 2  | 30 | 24 | 93 | -69 |

|  |                                |
|  | Campeão.                       |
|  | Ficou na zona de rebaixamento. |

## Premiação
| Campeonato Argentino de Futebol de 1927 |
| --------------------------------------- |
| San Lorenzo Campeão (3° título)         |

## Goleador
| Jogador   | Jogador           | Gols | Equipe       |
| --------- | ----------------- | ---- | ------------ |
| Argentina | Domingo Tarasconi | 32   | Boca Juniors |

## Rebaixamento e promoção
Nenhuma equipe foi rebaixada já que Tigre, Club Atlético de San Isidro, Estudiantes e Porteño foram beneficiados pela resolução que estabelecia que os 20 clubes que iniciaram o campeonato de 1920 da Asociación Amateurs de Football só perderiam a categoria na segunda oportunidade em que ocupassem posições de rebaixamento. Com a promoção de El Porvenir e Argentino de Banfield, o número de participantes do Campeonato de 1928 aumentou a 36.

## Bibliografía
- Estévez, Diego (2010). 38 Campeones del fútbol argentino 1891-2010. [S.l.]: Ediciones Continente. ISBN 978-950-754-301-2